# Stig-Björn Andersson
Stig-Björn Andersson, född den 21 augusti 1932 i Ramsele, död 12 november 2013, var en svensk medeldistanslöpare. Han tävlade för IF Vingarna. 
Andersson vann SM på 800 meter 1957. 